# Tragedia de la discoteca Thomas Restobar
La tragedia de la discoteca Thomas Restobar ocurrió el sábado 22 de agosto de 2020 en una discoteca en el distrito de Los Olivos (Lima), durante una intervención de la Policía Nacional del Perú en un evento festivo (con aproximadamente 120 personas) prohibido en el contexto del estado de emergencia dictaminado por el gobierno peruano debido a la pandemia de COVID-19.
Durante el desalojo del local se produjo una estampida por parte de los presentes, en un intento de escapar por la única y angosta escalera de bajada y puerta de salida, la cual fue cerrada por los efectivos policiales. A causa de ello, se produjo el aplastamiento y fallecimiento de 13 personas.

## Antecedentes
Perú es uno de los países más afectados por la pandemia de 2020. El día del suceso, se había documentado 585.236 casos confirmados de COVID-19, con 27.453 muertes atribuidas al virus SARS-CoV-2. Para responder a la pandemia, el gobierno peruano prohibió las grandes reuniones y aplicó una restricción de la circulación de las personas. Los clubes nocturnos estuvieron cerrados desde marzo de 2020 para evitar la propagación del coronavirus.

## Sucesos
Tras la recepción de numerosos avisos por parte de los vecinos de la zona sobre la ocurrencia de evento festivo de 20 a 30 personas, en violación al estado de emergencia nacional, miembros de la Policía Nacional del Perú organizaron una intervención al local a las 9:00 p. m. No obstante, la información inicial era errónea, pues los asistentes al evento eran en realidad más de 120 personas.
Ante esto, los miembros de la Policía peruana intentaron dispersar a los asistentes a la reunión aunque estos, aparentemente aterrorizados, salieron en estampida hacia las escaleras de salida desde el segundo nivel cuando intentaban huir del lugar. Sin embargo, al inicio de la intervención, los efectivos policiales cerraron la puerta del local, por lo que se formó una aglomeración importante en la escalera de salida. A causa de ello, se tuvo que forzar las puertas del club para abrirlas con cuerdas atadas a camiones debido a la cantidad de gente que se agolpaba en la salida.
Las autoridades intentaron brindar primeros auxilios y trasladaron a los heridos a hospitales cercanos. Trece personas murieron (doce en el lugar del incidente y una en el hospital) y seis resultaron heridas. Veintitrés personas resultaron detenidas, de las cuales quince tuvieron resultado positivo en las pruebas de SARS-CoV-2. Asimismo, once de los trece fallecidos también eran positivos para COVID-19.

## Víctimas mortales
De las trece víctimas fatales, doce eran de sexo femenino y una de sexo masculino.
| Nombre                          | Edad |
| ------------------------------- | ---- |
| Jessica Vanesa Ramos Acevedo    | 35   |
| Karen Milagros Ucañan Rodríguez | 31   |
| Daphne Fiorella Rioja Santos    | 23   |
| Miriam Paola Rosso Loja         | 27   |
| Angie Inés Flores Esminio       | 22   |
| Lyz Yoselyn Melosevich Huanca   | 27   |
| Sandra Thalía Peña Osco         | 24   |

| Nombre                         | Edad |
| ------------------------------ | ---- |
| Milagros Roxana Quiroz Sánchez | 21   |
| Mayhurit Salcedo Velásquez     | 26   |
| Alison Daya Montañez Sudario   | 24   |
| Mercedes Miksu Sánchez Sánchez | 24   |
| Joan Diego Flores Paz          | 30   |
| Cynthia Salazar Cantoro        | 22   |

## Reacciones
El entonces presidente del Perú, Martín Vizcarra, respondió desde su visita a Arequipa al incidente diciendo:

Tengo diversas sensaciones y emociones como persona, como autoridad, con estas circunstancias. Obviamente tengo pena y tengo tristeza por las personas y los familiares de las personas que han perdido la vida, pero también tengo cólera e indignación por los responsables de organizar este tipo de eventos... Por favor, no sean irresponsables, no expongan la vida de las personas. Esas 13 vidas se han podido salvar si no tuviéramos este tipo de comportamiento, negligencias de empresarios que a sabiendas que están prohibidos este tipo de eventos.

El alcalde de Los Olivos, Felipe Castillo, aseguró que su responsabilidad ante la tragedia era "estrictamente emocional" ya que la Municipalidad del distrito no contaba con los recursos económicos suficientes para contratar mayor personal de fiscalización. Por su parte, el Ministerio del Interior emitió un comunicado tras el hecho, en el que expresó  "[El ministro quisiera] lamentar profundamente la muerte de trece personas como consecuencia de la irresponsabilidad criminal de un empresario inescrupuloso; y extender sus más sentidas condolencias a sus familiares". Rosario Sasieta, Ministra de la Mujer y Poblaciones Vulnerables, también solicitó la máxima sanción para los dueños de este centro pues "estamos hablando de un homicidio doloso por afán económico". A su vez, un abogado penalista afirmó que los dueños de la discoteca podrían enfrentar hasta 35 años de prisión si estos eran acusados de homicidio como resultado del incidente.
Desde el Congreso de la República, la Comisión de Defensa y Orden Interno presidida por el legislador Daniel Urresti citó al ministro del Interior, Jorge Montoya, y al alcalde del distrito a una sesión virtual ante dicho grupo de trabajo con el objetivo de informar sobre los hechos ocurridos en la discoteca. Horas antes, el también congresista Marcos Pichilingue había solicitado de la misma forma a la Comisión de Fiscalización y Contraloría citar a ambas autoridades tras conocerse la tragedia.
Los familiares de las víctimas y los sobrevivientes de la tragedia en el club dijeron a los medios peruanos que la policía lanzó gases lacrimógenos en el lugar; sin embargo, las autoridades de la PNP negaron el uso de dicho método durante el operativo.
En el plano internacional, diversos medios desde la BBC hasta CNN abordaron también entre sus notas lo ocurrido durante la noche de dicho sábado en la capital del Perú.